# Polnische Poolbillard-Meisterschaft 1995
Die polnische Poolbillard-Meisterschaft 1995 war die vierte Austragung der nationalen Meisterschaft in der Billardvariante Poolbillard. Ausgespielt wurden die Disziplinen 8-Ball, 9-Ball und erstmals auch 14/1 endlos. Erstmals wurden auch separate Damen-Wettbewerbe ausgetragen. Die 9-Ball-Wettbewerbe fanden vom 9. bis 11. Juni 1995 in Kielce statt, die 14/1-endlos-Wettbewerbe vom 1. bis 3. September 1995 in Częstochowa und die 8-Ball-Wettbewerbe vom 10. bis 12. November 1995 in Warschau.

## Medaillengewinner
| Disziplin            | Gold                                        | Silber                             | Bronze                                       |
| -------------------- | ------------------------------------------- | ---------------------------------- | -------------------------------------------- |
| Herren – 9-Ball      | Jewgeni Stalew (Russland)                   | Krzysztof Kutacha (Bielsko-Biała)  | Sebastian Stanek (Magnum Warszawa)           |
| Herren – 14/1 endlos | Krzysztof Gastman (Magnum Warszawa)         | Sebastian Stanek (Magnum Warszawa) | Grzegorz Kapłan (Ósemka Rzeszów)             |
| Herren – 8-Ball      | Dominik Szweda (Club 21 Gdańsk)             | Krzysztof Kutacha (Bielsko-Biała)  | Radosław Ostrowski (Danzig)                  |
| Damen – 9-Ball       | Katarzyna Zmierczak (Skala Grudziądz)       | Izabela Łącka (Tivoli Częstochowa) | Magdalena Eljasz (Monte Carlo Skarżysko Kam) |
| Damen – 14/1 endlos  | Magdalena Tatarkieiwcz (Tivoli Częstochowa) | Izabela Łącka (Tivoli Częstochowa) | Mirosław Scholz (Ruda Śląska)                |
| Damen – 8-Ball       | Izabela Łącka (Tivoli Częstochowa)          | Mirosław Scholz (Ruda Śląska)      | Magdalena Eljasz (Monte Carlo Skarżysko Kam) |